# المقاطنة (العدين)

تعديل مصدري - تعديل

المقاطنة محلة تابعة لقرية صنيد الغربي، التابعة لعزلة الغضيبة بمديرية العدين إحدى مديريات محافظة إب في الجمهورية اليمنية.، بلغ تعداد سكانها 33 حسب تعداد اليمن لعام 2004.